# Venus Williams
Venus Ebony Starr Williams (* 17. Juni 1980 in Lynwood, Kalifornien) ist eine US-amerikanische Tennisspielerin.
Venus Williams gewann in ihrer Profikarriere 49 Titel im Einzel, darunter sieben bei Grand-Slam-Turnieren sowie die Goldmedaille bei den Olympischen Spielen im Jahr 2000. Im Doppel feierte sie zusammen mit ihrer Schwester Serena bislang 24 Turniersiege, davon 14 bei Grand-Slam-Turnieren und drei bei Olympischen Spielen (2000, 2008 & 2012). Zwei weitere Grand-Slam-Titel gewann sie im Mixed an der Seite von Justin Gimelstob (beide 1998).

## Biografie
Venus ist die Tochter von Richard und Oracene Williams. Die insgesamt fünf Williams-Schwestern zogen als Kinder nach Compton, Kalifornien. Die Eltern wollten, dass zumindest eine ihrer Töchter sich im Tennis an der Weltspitze etabliert. Venus entwickelte sich tatsächlich noch während ihrer Schulzeit zu einer der besten Tennisspielerinnen Kaliforniens. Später wechselte sie sich mit ihrer Schwester Serena an der Spitze ab. Bereits in den frühen 2000er Jahren studierte sie Fashion Design und schloss diese Ausbildung am 13. Dezember 2007 mit dem Erhalt des Associate Degree im Bereich Fashion Design am Art Institute of Fort Lauderdale ab.

## Karriere

### Vor 2002
Venus Williams wurde 1994 Profispielerin. Ihr erstes WTA-Turnier bestritt sie als 14-Jährige in Oakland. Bereits 1997 erreichte sie das Finale der US Open, in dem sie Martina Hingis unterlag. 1998 gewann sie an der Seite von Justin Gimelstob die Australian Open und die French Open im Mixed.
1999 unterlag sie in der „Regenschlacht“ von Wimbledon der kurz vor ihrem Rücktritt stehenden Steffi Graf im Viertelfinale mit 2:6, 6:3 und 4:6.
Im Jahr 2000 gewann sie neben den Titeln bei den Grand-Slam-Turnieren in Wimbledon und New York auch die Goldmedaille bei den Olympischen Spielen in Sydney im Einzel und im Doppel (mit Schwester Serena). 2001 wiederholte sie ihre Erfolge in Wimbledon und bei den US Open.

### 2002–2003
Am 25. Februar 2002 stand Venus erstmals an der Spitze der WTA-Weltrangliste. Sie erreichte jahresübergreifend bei Grand-Slam-Turnieren viermal in Folge das Endspiel, in dem sie aber jeweils ihrer Schwester unterlag. 2003 zog sie erneut ins Finale von Wimbledon ein und verlor wiederum gegen Serena. Insgesamt stand sie elf Wochen lang an der Spitze der Weltrangliste.

### 2005–2006

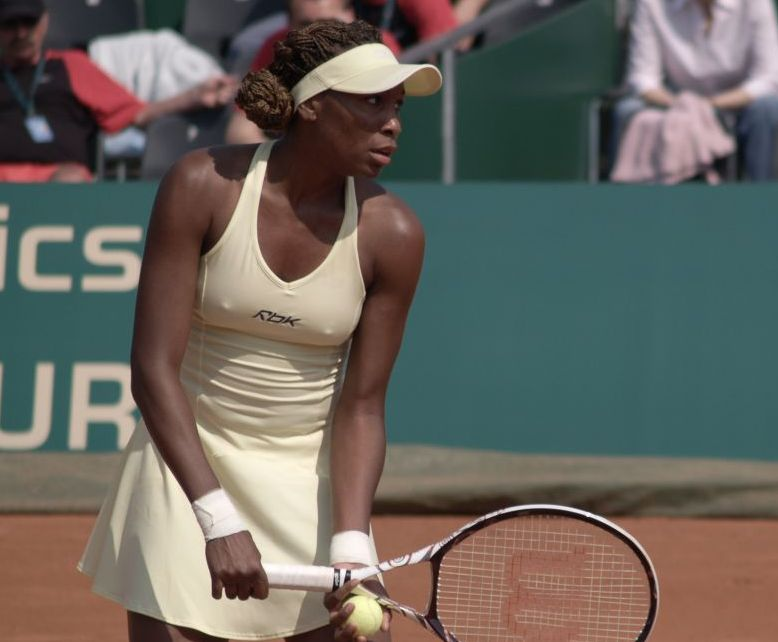
Venus Williams (2006)

Am 2. Juli 2005 besiegte sie im längsten Wimbledon-Finale aller Zeiten Lindsay Davenport mit 4:6, 7:64, 9:7 und sicherte sich damit ihren fünften Grand-Slam-Einzeltitel. Zudem gewann sie im Mai mit einem 6:3, 6:1-Endspielsieg über Nicole Vaidišová das Turnier in Istanbul.
Ein Kuriosum fand mit Venus' Beteiligung im Mai 2005 statt – ein Tennismatch mit der türkischen Grand-Slam-Teilnehmerin İpek Şenoğlu auf der Bosporus-Brücke, die Europa und Asien verbindet. Es war der erste Wettbewerb, der zugleich auf zwei Kontinenten ausgetragen wurde.
2006 bestritt Venus Williams, die wie ihre Schwester Serena seit vielen Jahren unter Verletzungen leidet und oft viele Monate pausieren muss, lediglich sechs Turniere. In Warschau sowie bei den French Open erreichte sie das Viertelfinale, in Rom schied sie im Halbfinale aus. Bei den French Open unterlag sie Nicole Vaidišová, die sie im Jahr zuvor im Finale von Istanbul noch deutlich besiegt hatte. Die US Open musste sie absagen. In Luxemburg schied sie gegen Agnieszka Radwańska mit Schmerzen in beiden Handgelenken aus. Durch die geringe Anzahl der gespielten Turniere war sie am Ende der Saison nur noch die Nummer 48 der Welt.

### 2007
Auch das erste Grand-Slam-Turnier des Jahres 2007 musste sie wegen Verletzung absagen. Am 19. Februar gab sie ihr Comeback beim WTA-Turnier in Memphis, wo sie auf Anhieb den Titel gewann (klarer Finalsieg über Shahar Peer). Im Juli triumphierte sie dann überraschend zum vierten Mal in Wimbledon. Auf dem Weg dorthin besiegte sie unter anderem Marija Scharapowa und Ana Ivanović, im Finale bezwang sie Marion Bartoli mit 6:4 und 6:1. Nach erneuter Verletzung gelang ihr bei den US Open ein erfolgreiches Comeback. Sie erreichte mit Siegen über Aljona Bondarenko, Ana Ivanović und Jelena Janković das Halbfinale, in dem sie in zwei Sätzen – wie ihre Schwester Serena Williams eine Runde zuvor – gegen die Weltranglistenerste Justine Henin verlor. Anschließend gewann sie das Turnier von Seoul mit einem Finalsieg über Marija Kirilenko.

### 2008
Nach einer abwechslungsreichen ersten Saisonhälfte gewann Venus Williams in Wimbledon ohne Satzverlust ihren siebten Grand-Slam-Titel im Einzel und bereits den fünften Titel in Wimbledon. Im Finale setzte sie sich mit 7:5 und 6:4 gegen Serena durch – es war der erste Sieg bei einem Grand-Slam-Finale gegen ihre Schwester seit den US Open 2001. Zudem setzten sich die Williams-Schwestern gemeinsam in der Doppelkonkurrenz durch. Ebenfalls ohne Satzverlust erreichten sie das Finale und schlugen dort Lisa Raymond und Samantha Stosur mit 6:2 und 6:2. Im Oktober gewann Venus das Turnier in Zürich, wobei sie im Halbfinale Ana Ivanović und im Finale Flavia Pennetta bezwang. Beim Jahresabschluss in Doha erreichte sie mit Siegen über Dinara Safina, Serena Williams, Jelena Dementjewa und Jelena Janković das Finale der WTA Tour Championships. Dort bezwang sie Wera Swonarewa mit 6:7, 6:0 und 6:2. Außerdem gewannen die Williams-Schwestern 2008 bei den Olympischen Spielen von Peking wie schon 2000 in Sydney die Goldmedaille.

### 2009
Bei den Australian Open konnte Venus Williams mit ihrer Schwester Serena das Damendoppel für sich entscheiden. Im Einzel unterlag sie in der zweiten Runde nach vergebenem Matchball bei einer 5:2-Führung im dritten Satz Carla Suárez Navarro noch mit 6:2, 3:6, 5:7. In der Runde zuvor hatte sie sich mit 6:3, 6:3 gegen Angelique Kerber durchgesetzt.
In Dubai errang sie mit einem deutlichen 6:4, 6:2 im Finale über Virginie Razzano ihren 40. Turniersieg im Einzel. Zuvor hatte sie Alizé Cornet mit 6:3, 6:2 und Anastassija Pawljutschenkowa mit 6:0, 6:1 sowie Jelena Dementjewa im Viertelfinale mit 6:3, 6:3 besiegt und sich im Halbfinale gegen Serena – damals Weltranglistenerste – mit 6:1, 2:6, 7:6 durchgesetzt.
In Wimbledon unterlag sie als Titelverteidigerin im Finale ihrer Schwester in zwei Sätzen. Im Halbfinale hatte sie zuvor die Weltranglistenerste Dinara Safina mit 6:1, 6:0 besiegt – eine der klarsten Niederlagen, mit der eine Nummer 1 der Welt je hat vom Platz gehen müssen.
Mit ihrer Schwester verteidigte sie dagegen den Doppeltitel gegen Rennae Stubbs und Samantha Stosur, es war bereits ihr neunter gemeinsamer Titel bei einem Grand-Slam-Turnier.
In Stanford spielte sich Venus im Einzel bis ins Finale und konnte auf dem Weg dorthin mit Siegen über Scharapowa und Dementjewa glänzen. Im Finale unterlag sie dann überraschend Marion Bartoli. Mit ihrer Schwester spielte sie zum ersten Mal wieder bei einem Turnier außerhalb der Grand-Slam-Serie – sie gewannen souverän den Doppeltitel.

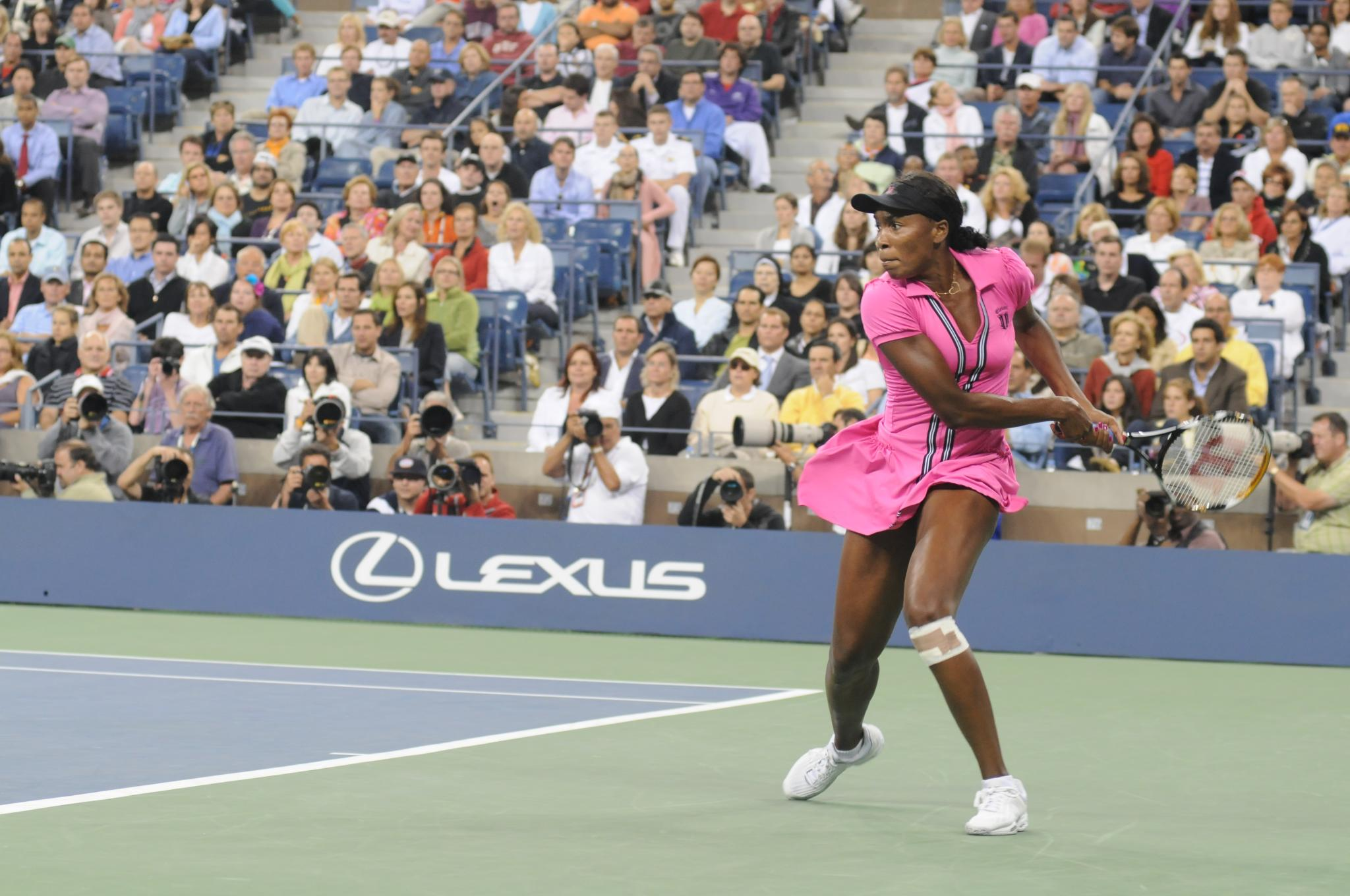
2009 bei den US Open

Bei den US Open erreichte sie nach Siegen über Duschewina, Mattek-Sands und Rybariková das Achtelfinale und musste dort gegen die zurückgekehrte Kim Clijsters antreten. Nach einem kuriosen Match der beiden ging Venus als Verliererin vom Platz (0:6, 6:0 und 4:6).
Im Doppel an der Seite ihrer Schwester spielte sie wesentlich erfolgreicher. An Nummer 4 gesetzt gewannen sie den Titel mit einem Finalsieg über das zu jener Zeit beste Damendoppel, bestehend aus Cara Black aus Simbabwe und der US-Amerikanerin Liezel Huber.
Obwohl es zwischendurch nicht so gut lief und sie zweimal binnen einer Woche gegen Anastassija Pawljutschenkowa verlor (zuvor hatte nur Lindsay Davenport sie in zwei Wochen zweimal schlagen können), konnte sie sich dennoch für die WTA Tour Championships qualifizieren. Als Titelverteidigerin stand sie in einer Gruppe mit ihrer Schwester Serena sowie Jelena Dementjewa und Swetlana Kusnezowa. Zwar konnte Venus nur gegen Kusnezowa gewinnen, sie erreichte aber dennoch das Halbfinale. Dort traf sie auf Jelena Janković, gegen die sie mit 5:7, 6:3 und 6:4 die Oberhand behielt. Im Finale traf sie erneut auf ihre Schwester und musste sich dieser mit 2:6, 6:7 geschlagen geben.
Im Doppel schieden die Williams-Schwestern im Halbfinale aus.

### 2010
Bei den Australian Open spielte sich Venus Williams bis ins Viertelfinale. Auf dem Weg dorthin besiegte sie Lucie Šafářová, Sybille Bammer, Casey Dellacqua und Francesca Schiavone. Hätte sie nicht gegen Li Na mit 6:2, 6:7, 5:7 verloren, wäre sie im Halbfinale wieder mal auf Serena getroffen.
Wie bei jedem Grand-Slam-Turnier der letzten Jahre traten die Williams-Schwestern auch hier im Doppel an und verteidigten ihren Titel. Im Halbfinale besiegten sie das Duo Lisa Raymond/Rennae Stubbs und im Finale erneut die Paarung Black/Huber, damit gewannen sie ihren elften Grand-Slam-Titel.
Danach spielte Venus wie schon im Vorjahr die Turniere von Dubai und Acapulco. In Dubai verteidigte sie ihren Titel ohne Satzverlust, Gegnerinnen waren unter anderem Sabine Lisicki, Anastassija Pawljutschenkowa und im Finale Wiktoryja Asaranka.
Im März setzte sie ihre Siegesserie beim Turnier von Miami fort. Auf dem Weg ins Finale besiegte sie Daniela Hantuchová, Agnieszka Radwańska und Marion Bartoli. Dort unterlag sie dann Kim Clijsters sehr deutlich mit 2:6, 1:6.
Nach kurzer Verletzungspause kehrte sie auf die Tour zurück in Rom, wo sie im Jahr zuvor das Halbfinale erreicht hatte. Diesmal kam sie nach Siegen über Patty Schnyder und Shahar Peer nur bis ins Viertelfinale, in dem sie gegen Jelena Janković mit 0:6, 1:6 eine ihrer schmerzlichsten Niederlagen einstecken musste.
Dagegen erreichte sie in Madrid sowohl im Einzel als auch im Doppel (mit ihrer Schwester) das Finale. Im Einzel gewann sie gegen Swonarjowa, Schiavone, Stosur und Peer, ehe sie im Finale überraschend Aravane Rezaï unterlag. Dennoch schob sie sich wieder auf Weltranglistenplatz 2.
Im Doppel gewannen die Williams-Schwestern wieder einmal gegen Black/Huber, wodurch Venus auch in dieser Weltrangliste Zweite wurde.
Bei den French Open war sie im Einzel an Nummer 2 gesetzt; sie erreichte mit einem Sieg über die letztjährige Halbfinalistin Dominika Cibulková das Achtelfinale, in dem sie mit 3:6, 4:6 an Nadja Petrowa scheiterte.
Im Doppel konnte sie zusammen mit ihrer Schwester den zweiten French-Open-Titel nach 1999 perfekt machen. Es war der 12. Titel der beiden bei einem Grand-Slam-Turnier und der vierte in Folge, damit ein „unechter Grand-Slam“. Bis dahin hatten nur die Paarungen Navratilova/Shriver und Fernández/Swerawa vier Grand-Slam-Turniere in Folge gewinnen können. In Wimbledon unterlag Venus im Viertelfinale überraschend Zwetana Pironkowa mit 2:6 und 3:6. Danach bestritt sie lediglich noch die US Open, bei denen sie ohne Satzverlust das Halbfinale erreichte und dort in drei Sätzen der späteren Siegerin Kim Clijsters knapp unterlag. Wegen einer Knieverletzung beendete sie frühzeitig die Saison; sie konnte auch nicht an den Tour Championships teilnehmen, für die sie sich qualifiziert hatte.

### 2011
Das Jahr eröffnete sie bei den Australian Open, wo sie zunächst Sara Errani in zwei glatten Sätzen besiegte. In der zweiten Runde gegen Sandra Záhlavová zog sich Venus Williams eine Verletzung im Hüftbereich zu, die sie bis Juni pausieren ließ. Sie konnte sich gegen Záhlavová zwar mit 6:7 (6:8), 6:0, 6:4 durchsetzen, allerdings war bereits während des Matches zu sehen, dass sie unter großen Schmerzen spielte. In der dritten Runde gegen Andrea Petković musste sie schließlich bereits beim Stande von 0:1 aufgeben. Es war ihre erste Aufgabe während einer Partie seit Los Angeles 2004 und das erste Mal seit Peking 2005, dass sie ein Turnier nicht regulär zu Ende spielte.
Bei ihrem Comeback in Eastbourne (Rasen) ging es in der ersten Runde erneut gegen Petković (7:5, 5:7, 6:3). In der zweiten Runde deklassierte sie Ana Ivanović mit 6:3, 6:2. Im Viertelfinale scheiterte sie (2:6, 7:5, 2:6) dann zum ersten Mal an Daniela Hantuchová, gegen die sie in den zehn Partien zuvor lediglich zwei Sätze hatte abgeben müssen.
In Wimbledon setzte sich Venus Williams in der ersten Runde deutlich gegen Oqgul Omonmurodova aus Usbekistan durch, in Runde zwei benötigte sie beinahe drei Stunden für den Sieg über Kimiko Date Krumm. Das Match, das 6:7, 6:3, 8:6 endete, wurde als hochklassig bewertet. Allerdings kam das Aus dann im Achtelfinale, wo sie mit demselben Resultat wie im Vorjahr (2:6, 3:6) an Pironkowa scheiterte, nachdem sie sich in der Runde zuvor noch problemlos mit 6:0, 6:2 gegen Martinez-Sanchez durchgesetzt hatte.
Die komplette Sommersaison musste sie aufgrund einer Virusinfektion absagen, sie war bis zu den US Open außer Gefecht. Dort konnte sie sich in der ersten Runde gegen Wesna Dolonz klar durchsetzen. Allerdings musste Venus Williams ihre dann in Runde zwei angesetzte Partie gegen Sabine Lisicki kurzfristig absagen, als bei ihr das Sjögren-Syndrom diagnostiziert wurde. Dieses hatte sie rückblickend wohl bereits längere Zeit beeinflusst, da sie des Öfteren über Schwäche, Müdigkeit oder mangelnde Energie auf dem Platz und während ihrer Partien geklagt hatte. Sie begab sich umgehend in Behandlung.

### 2012
Im Februar gewann sie mit Liezel Huber das Doppel in der Fed-Cup-Partie gegen Belarus.
Im März stieg sie mit einer Wildcard beim WTA-Turnier in Miami wieder in die Tour ein. Sie unterlag dort im Viertelfinale Agnieszka Radwańska in zwei Sätzen. Auf dem Weg dahin besiegte sie in Runde zwei die damalige Nummer 3, Petra Kvitová, im dritten Satz mit 6:0 sowie im Achtelfinale Ana Ivanović mit 6:7, 6:2, 6:2.
In Charleston erreichte sie ebenfalls das Viertelfinale, sie verlor dort in drei Sätzen erstmals gegen Samantha Stosur. Im Turnierverlauf besiegte sie unter anderem Jelena Janković mit 7:5, 6:0. In Madrid schied sie nach knappem Auftaktsieg gegen Simona Halep in der zweiten Runde gegen Angelique Kerber aus. In Rom besiegte sie Halep, Jekaterina Makarowa wie auch Samantha Stosur jeweils klar in zwei Sätzen. Im Viertelfinale verlor sie trotz guter Leistung erstmals seit fünf Jahren gegen Scharapowa.
Weniger gut lief es bei den French Open, wo sie nach einem Auftaktsieg über Paula Ormaechea in Runde zwei gegen Agnieszka Radwańska verlor. Auch in Wimbledon verlor sie nach einer schwachen Leistung deutlich gegen Jelena Wesnina; es wurde vermutet, dass dies mit dem im Vorjahr diagnostizierten Sjögren-Syndrom zusammenhing. In Wimbledon hatte sie letztmals 1997 in Runde eins verloren.
An der Seite ihrer Schwester Serena gab sie dann nach über zwei Jahren ihr Comeback im Doppel. In der zweiten Runde gegen Nadja Petrowa und Marija Kirilenko drehten die beiden einen 3:5-Rückstand im dritten Satz. Im Halbfinale besiegten sie die Weltranglistenersten Huber und Raymond nach verlorenem ersten Satz am Ende deutlich mit 2:6, 6:2, 6:1. Im Finale setzten sich die Williams-Schwestern gegen Lucie Hradecká und Andrea Hlaváčková in zwei Sätzen durch und gewannen ihren 13. gemeinsamen Grand-Slam-Titel, ihren fünften in Wimbledon.

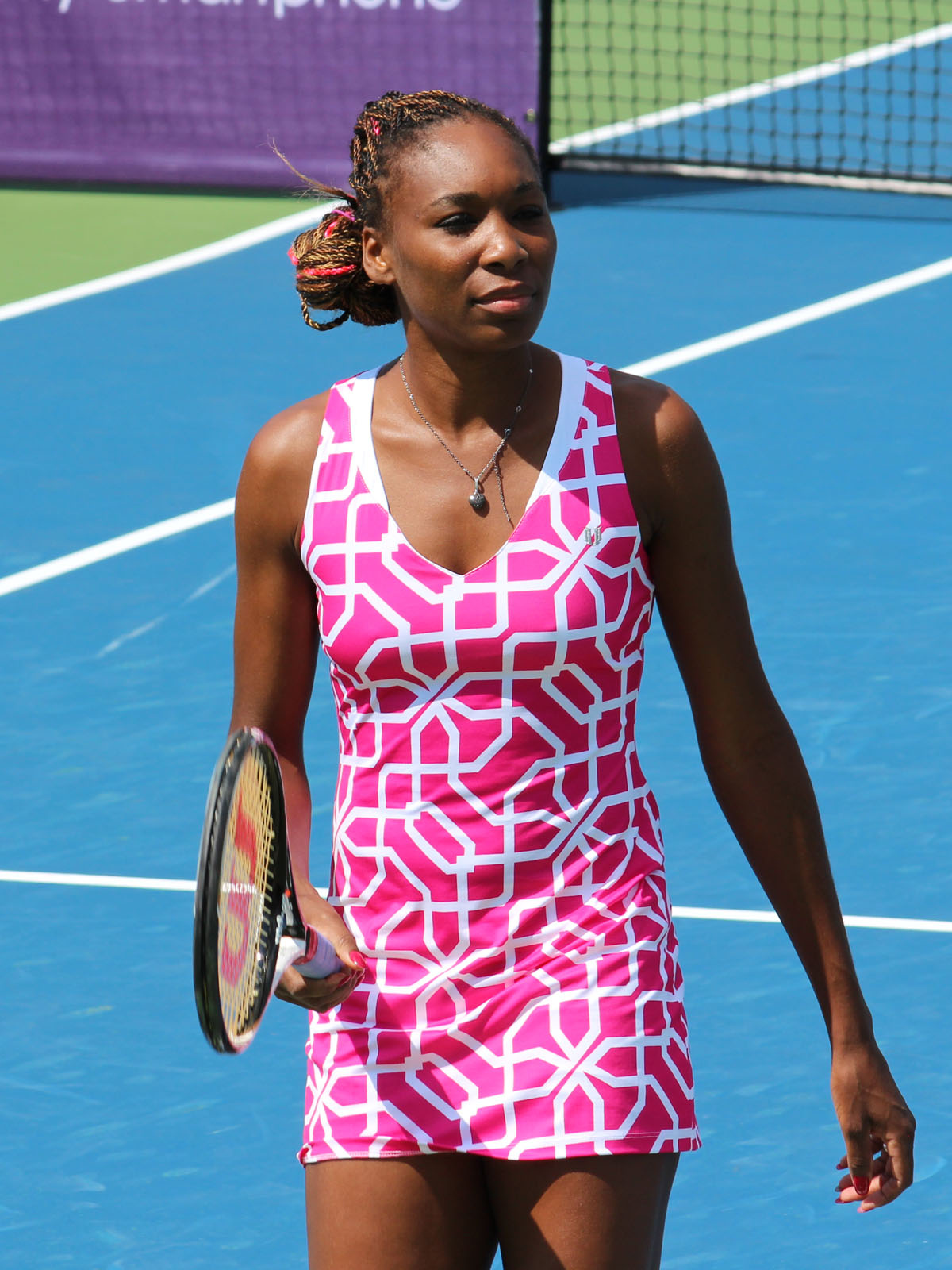
Venus Williams bei den Western & Southern Open 2012

Bei den Olympischen Spielen in London nahm Venus im Einzel wie im Doppel (an der Seite ihrer Schwester) teil. Im Einzel besiegte sie zunächst die Weltranglistenzehnte Sara Errani mit 6:3, 6:1 und in der zweiten Runde Aleksandra Wozniak ebenso deutlich mit 6:3, 6:1. Im Achtelfinale unterlag sie dann erneut Angelique Kerber mit 6:7, 6:7. Williams vergab im ersten Satz beim Stande von 5:4 drei Satzbälle und verspielte im Tiebreak eine 5:1-Führung. Auch im zweiten Satz konnte sie ein frühes Break nicht nutzen. Im Doppel hingegen triumphierten die Williams-Schwestern nach 2000 und 2008 zum dritten Mal. Venus sicherte sich damit ihre vierte Goldmedaille bei Olympischen Spielen. Die Williams-Schwestern besiegten im Endspiel erneut Hradecká und Hlaváčková in zwei Sätzen. Im Achtelfinale hatten sich die beiden gegen Doppel Kerber/Lisicki in zwei Sätzen durchgesetzt wie auch im Halbfinale gegen Petrowa/Kirilenko. Mit ihrer jeweils vierten Goldmedaille waren die Williams-Schwestern nun die erfolgreichsten Tennisspieler bei Olympia. Diese Wertung wurde seit über einem Jahrhundert von dem Briten Reginald Doherty angeführt.
Bei ihrem letzten Vorbereitungsturnier für die US Open in Cincinnati erreichte Venus Williams erstmals in dieser Saison im Einzel ein Halbfinale. Nach dem Auftaktsieg über Kirilenko und dem Sieg über Chanelle Scheepers schlug sie als Ungesetzte im Achtelfinale erneut Sara Errani (6:3, 6:0) und im Viertelfinale setzte sie sich gegen Samantha Stosur durch. Bei ihrer anschließenden Niederlage gegen Li Na klagte sie ab Mitte des zweiten Satzes über Rückenprobleme, die sie bei ihrem Aufschlag, den sie nicht mit der gewohnten Geschwindigkeit ausführen konnte, behinderten. Sie verlor am Ende mit 5:7, 6:3 und 1:6.

### 2013

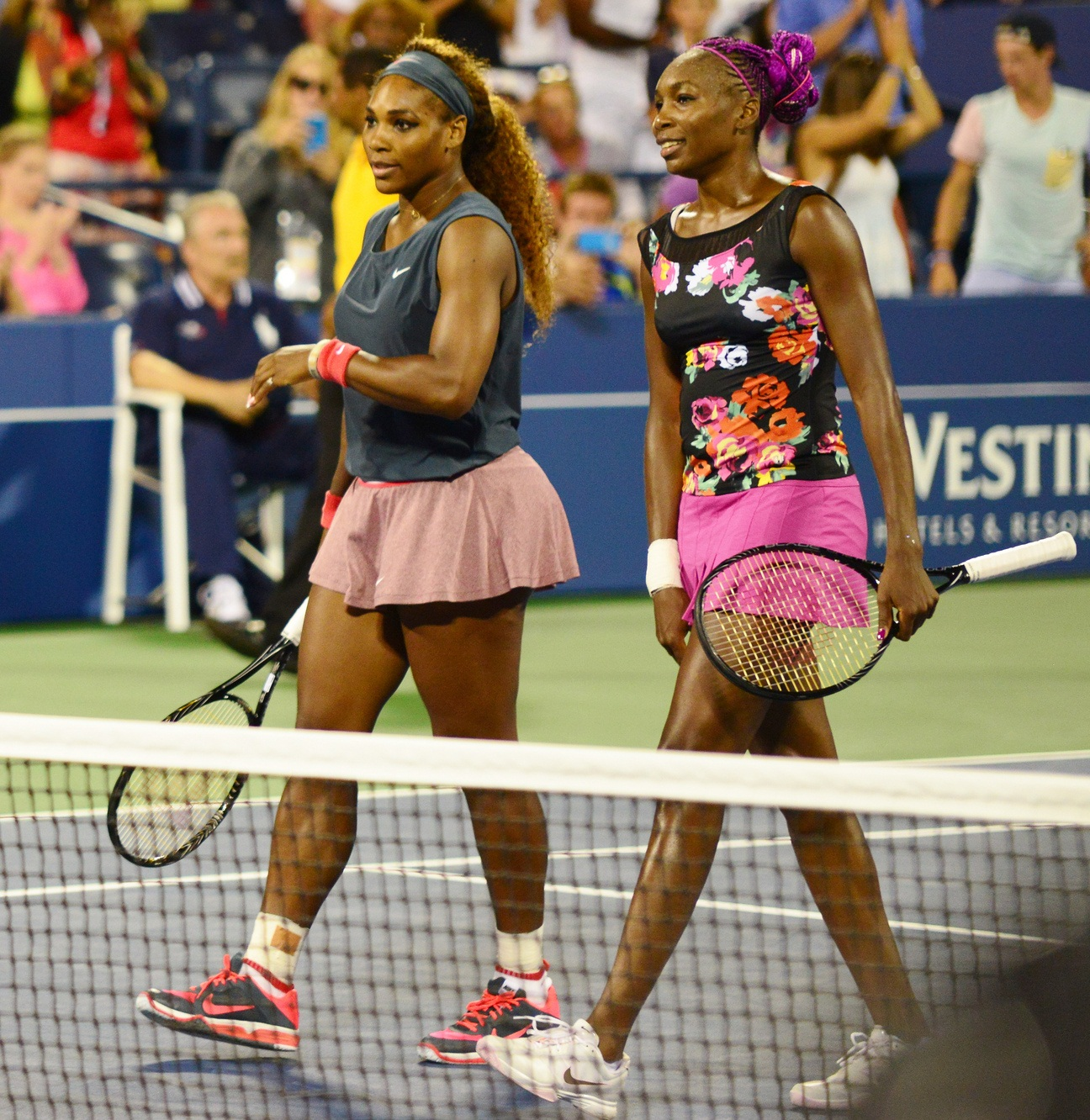
Venus (rechts) mit ihrer Schwester Serena in der ersten Runde im Doppel bei den US Open 2013

Die Saison 2013 begann Venus Williams in den Top 30 der Weltrangliste. Bei den Australian Open scheiterte sie nach zwei starken Matches an einer deutlich überlegenen Marija Scharapowa. Im Doppel zog sie mit ihrer Schwester Serena ins Viertelfinale ein. Nachdem sie wenige Wochen später beim eher zweitrangigen WTA-Turnier im brasilianischen Florianópolis im Halbfinale an der damaligen Nummer 109 der Weltrangliste, der Russin Olga Putschkowa, gescheitert war, konnte sie zu ihrem Drittrundenduell beim Turnier in Miami verletzungsbedingt nicht antreten. Der Beginn der Sandplatzsaison verlief zunächst erfolgreicher: Beim Family Circle Cup in Charleston erreichte sie das Halbfinale, wo sie allerdings deutlich mit 1:6, 2:6 gegen ihre Schwester Serena verlor. Im weiteren Verlauf der Sandplatzsaison verlor sie all ihre Partien und schied bei den French Open in der ersten Runde aus. Lediglich in den Fed-Cup-Playoffs gegen Schweden im April verbuchte sie in diesem Saisonabschnitt einen Sieg. Wegen einer Rückenverletzung trat sie in Wimbledon nicht an und rutschte bis auf Platz 38 der Weltrangliste ab.
Die nordamerikanische Hartplatzsaison verlief kaum erfreulich: Nach einer Erstrundenpleite in Toronto und einer Zweitrundenniederlage in Cincinnati scheiterte sie bei den US Open in der zweiten Runde an Zheng Jie. An der Seite ihrer Schwester erreichte sie das Halbfinale der Doppelkonkurrenz. Nachdem sie zwischenzeitlich bis auf Position 63 der Weltrangliste abgerutscht war, feierte sie in Tokio mit dem Halbfinaleinzug ihr bestes Ergebnis. Sie unterlag Petra Kvitová in zwei Sätzen. Ihr letztes Turnier der Saison 2013 bestritt sie in Peking, wo sie aber gleich in ihrer Auftaktpartie von Sabine Lisicki mit 6:1 und 6:2 geschlagen wurde. Sie beendete die Saison auf Platz 47. Damit war die Saison 2013, abgesehen von den von Verletzungspausen geprägten Jahren 2006 und 2011, ihre schwächste, seitdem sie auf der Profitour unterwegs ist. Zudem war es nach 1997, 2006 und 2011 erst ihre vierte Saison, in der sie im Einzel keinen Titel verbuchen konnte.

### 2014
Das Jahr 2014 begann für Venus Williams zunächst vielversprechend: In Auckland erreichte sie das Endspiel, wo sie 2:6, 7:5, 4:6 gegen Ana Ivanović verlor. In Melbourne schied sie dagegen in der ersten Runde aus. Dank einer Wildcard startete sie in Dubai direkt im Hauptfeld und gewann ihren ersten Titel seit knapp anderthalb Jahren. Nach eher durchschnittlichen Ergebnissen kam sie auch bei den French Open nicht über die zweite Runde hinaus. In Wimbledon erreichte sie die dritte Runde und lieferte der späteren Siegerin Petra Kvitová einen harten Kampf, den sie allerdings, nachdem sie im zweiten Satz bereits Matchball gehabt hatte, knapp mit 7:5, 6:7 und 5:7 verlor. In der Doppelkonkurrenz erreichten Venus und Serena Williams die zweite Runde.
Den zweiten großen Erfolg der Saison feierte sie in Montreal, wo sie nach einem Sieg im Halbfinale über ihre Schwester und Weltranglistenerste Serena im Finale gegen Agnieszka Radwańska in zwei Sätzen unterlag. Es war das erste Mal seit 2009, dass Venus ihre Schwester schlagen konnte. Durch diesen Erfolg erreichte sie erstmals seit 2011 wieder die Top 20 der Weltrangliste. Bei den US Open unterlag sie in der dritten Runde Sara Errani mit 0:6, 6:0 und 6:7. Mit Serena erreichte sie in der Doppelkonkurrenz das Viertelfinale. In Québec erreichte sie topgesetzt das Endspiel, das Mirjana Lučić-Baroni allerdings mit 6:4, 6:3 für sich entschied.
Williams bestritt 2014 kein Match für das US-amerikanische Fed-Cup-Team. Sie beendete die Saison als Nummer 19 der Welt.

### 2015
Mit einem Turniersieg in Auckland startete Venus Williams in die Saison. Im Finale bezwang sie dabei Caroline Wozniacki mit 2:6, 6:3 und 6:3 – es war ihr insgesamt 46. Titel. Ihre gute Form stellte sie auch bei den Australian Open unter Beweis; mit 6:3, 2:6 und 6:1 besiegte sie im Achtelfinale Agnieszka Radwańska und erreichte erstmals seit Wimbledon 2010 wieder das Viertelfinale bei einem Grand-Slam-Turnier; sie verlor zwar gegen ihre Landsfrau Madison Keys in drei Sätzen, kletterte aber in der Weltrangliste auf Rang 11. Im Fed Cup absolvierte sie im Februar zwei Einzel im Viertelfinale der Weltgruppe II gegen Argentinien, die sie beide gewann.
Die europäische Sandplatzsaison verlief weniger erfolgreich. Bei den French Open war gegen Sloane Stephens bereits in der ersten Runde Schluss. In Wimbledon erreichte sie erstmals seit 2011 das Achtelfinale. Dort unterlag sie ihrer Schwester Serena glatt in zwei Sätzen. Bei den US Open besiegte sie in der dritten Runde die an zwölf gesetzte Belinda Bencic glatt mit 6:3 und 6:4. Nach einem klaren Sieg über die estnische Qualifikantin Anett Kontaveit traf sie im Viertelfinale – ihr erstes bei den US Open seit 2010 – erneut auf ihre Schwester, der sie mit 2:6, 6:1 und 3:6 unterlag.
Auf der Ostasientour gewann sie das seit diesem Jahr aufgewertete WTA-Turnier von Wuhan. Im Finale gegen Garbiñe Muguruza profitierte sie beim Stand von 6:3 und 3:0 von deren verletzungsbedingter Aufgabe. In Hong Kong schaffte sie den Sprung ins Halbfinale, wo sie sich Jelena Janković geschlagen geben musste.
Zum Saisonabschluss trat sie bei der WTA Elite Trophy in Zhuhai an. Nach zwei Vorrundensiegen bezwang sie im Halbfinale auch Roberta Vinci und setzte sich in einem hart umkämpften Finale gegen Karolína Plíšková am Ende mit 7:5 und 7:6 durch. Es war ihr insgesamt 48. Einzeltitel. Aufgrund dieses Erfolgs und der Tatsache, dass sie sich durch den Turniersieg auf Position 7 der Weltrangliste verbesserte und damit erstmals seit 2010 das Jahr in den Top 10 beendete, wurde sie von der WTA als „Comeback Player of the Year“ ausgezeichnet.

### 2016
Nach schwächeren Ergebnissen zu Saisonbeginn rutschte sie im Februar wieder aus den Top Ten der Weltrangliste. In der ersten Fed-Cup-Runde steuerte sie zwei Einzelsiege zum Gesamtsieg gegen Polen bei. Beim anschließenden Turnier im taiwanischen Kaohsiung feierte sie ihren insgesamt 49. Titel im Einzel. Sie gewann das Turnier ohne Satzverlust mit einem Finalsieg über die Japanerin Misaki Doi.
Es folgten erneut zwei enttäuschende Ergebnisse. Bei den prestigeträchtigen Turnieren von Indian Wells und Miami scheiterte sie jeweils gleich in ihrer Auftaktpartie an Kurumi Nara bzw. an Jelena Wesnina. Es war das erste Mal seit 2001, dass Williams wieder an der Veranstaltung in Indian Wells teilnahm.
Auch die europäische Sandplatzsaison schien zunächst wenig erfolgreich zu verlaufen: In Rom scheiterte sie in der zweiten Runde; doch bei den French Open erreichte sie erstmals seit 2010 wieder das Achtelfinale, in dem sie sich allerdings Timea Bacsinszky geschlagen geben musste. Auch im Doppel kam sie an der Seite ihrer Schwester bis ins Achtelfinale.
Wenige Wochen später in Wimbledon erreichte sie u. a. durch einen engen Sieg in der dritten Runde (7:5, 4:6 und 10:8) über die aufstrebende Russin Darja Kassatkina die Vorschlussrunde. Es war das erste Mal seit 2010, dass Venus wieder das Halbfinale bei einem Grand-Slam-Turnier erreichte und das erste Mal in Wimbledon seit 2009. Gegen Angelique Kerber zog sie allerdings den Kürzeren. Im Doppel gelang ihr zusammen mit ihrer Schwester Serena, die wenige Stunden zuvor den Einzeltitel gewonnen hatte, sogar der Sieg. Im Endspiel setzten sie sich gegen die ungarisch-kasachische Paarung Tímea Babos/Jaroslawa Schwedowa mit 6:3 und 6:4 durch. Es war der erste Grand-Slam-Erfolg der Schwestern seit 2012. Durch ihren Halbfinaleinzug verbesserte sich Venus wieder auf Platz 7 der Weltrangliste.
Die nordamerikanische Hartplatzsaison verlief mäßig erfolgreich. In Stanford erreichte sie u. a. nach einem Sieg über das US-Nachwuchstalent Cici Bellis ihr zweites Finale der Saison; sie unterlag allerdings Johanna Konta in drei Sätzen. In Montréal und bei den US Open erreichte sie jeweils das Achtelfinale. Enttäuschend für Williams waren allerdings zuvor ihre Ergebnisse bei den Olympischen Spielen in Rio. Durch eine Verletzung geschwächt scheiterte sie sowohl im Einzel als auch im Doppel an der Seite ihrer Schwester in Runde eins.
Während der Ostasien-Tour konnte die US-Amerikanerin in keiner Weise an ihre Ergebnisse aus dem Vorjahr anknüpfen. Weder in Wuhan noch in Peking noch auch in Hongkong kam sie über das Achtelfinale hinaus. An der WTA Elite Trophy nahm sie nicht teil, gleichwohl sie Titelverteidigerin war. Sie beendete die Saison auf Platz 17 der Weltrangliste.

### 2017
Die Saison begann im neuseeländischen Auckland. Nach einem Erstrundensieg über die Neuseeländerin Jade Lewis trat Williams ihre Achtelfinalpartie nicht an, um ihren Start bei den Australian Open nicht zu gefährden. Dort erreichte sie unerwartet nach Siegen u. a. über Anastassija Pawljutschenkowa und Coco Vandeweghe das Endspiel, in dem sie – wie zuletzt 2003, also 14 Jahre zuvor – ihrer Schwester Serena mit 4:6, 4:6 unterlag. Es war ihr erster Finaleinzug bei einem Grand-Slam-Turnier seit Wimbledon 2009. Zudem ist sie nun mit 36 Jahren die älteste Australian-Open-Finalistin der Open Era. Durch diesen Erfolg verbesserte sie sich im Ranking auf Platz 11.
Erstmals in ihrer Karriere trat Williams beim WTA-Turnier von St. Petersburg an, bei dem sie allerdings gleich ihre Auftaktpartie gegen Kristina Mladenovic klar in zwei Sätzen verlor. Erfolgreicher verliefen ihre Teilnahmen an den prestigeträchtigen Turnieren von Indian Wells und Miami; bei ersterem erreichte sie das Viertelfinale, in dem sie gegen die spätere Turniersiegerin Jelena Wesnina mit 2:6, 6:4, 3:6 den Kürzeren zog. Auf ihrem Weg in die Runde der besten Acht besiegte Williams u. a. die frühere Weltranglistenerste Jelena Janković. Ein noch erfreulicheres Ergebnis erzielte sie in Miami; nachdem sie im Achtelfinale die Vorjahresfinalistin Swetlana Kusnezowa und im Viertelfinale Angelique Kerber, die Weltranglistenerste, jeweils in zwei Sätzen besiegt hatte, unterlag sie erst im Halbfinale der späteren Turniersiegerin Johanna Konta mit 4:6 und 5:7. Durch diese Erfolge schaffte sie erneut den Einzug in die Top Ten.
Die Sandplatzsaison verlief erfreulicher als in den vergangenen Jahren: Nach einer Erstrundenniederlage in Charleston gegen die Deutsche Laura Siegemund erreichte sie beim Turnier in Rom das Viertelfinale. Auch bei den French Open zog sie souverän ins Achtelfinale ein, wo sie sich allerdings – wie schon im Vorjahr – der Schweizerin Timea Bacsinszky geschlagen geben musste.
In Wimbledon gelang ihr der zweite Coup der Saison 2017: Nach Siegen u. a. gegen die aktuelle French-Open-Siegerin Jeļena Ostapenko sowie einer eindrucksvollen Vorstellung gegen die britische Lokalmatadorin Johanna Konta erreichte sie erstmals seit 2009 wieder das Endspiel an der Church Road. Nach einem zunächst fulminanten Auftakt musste sie sich dort allerdings der Spanierin Garbiñe Muguruza mit 5:7 und 0:6 deutlich geschlagen geben. Nachdem sie zwischenzeitlich wieder aus den Top Ten gerutscht war, wurde sie nach dem Turnier auf Platz 9 der Weltrangliste geführt.
Der erste Teil der nordamerikanischen Hartplatzsaison verlief für Williams durchwachsen: In Toronto scheiterte sie im Achtelfinale an der späteren Turniersiegerin Elina Switolina klar in zwei Sätzen. Eine Woche später in Cincinnati verlor sie bereits ihre Zweitrundenpartie gegen die Australierin Ashleigh Barty, die nur durch eine Wildcard ins Hauptfeld gekommen war. Wesentlich erfolgreicher spielte die US-Amerikanerin allerdings bei den US Open: Nach einem holprigen Auftakt in das Turnier besiegte sie im Viertelfinale die Tschechin Petra Kvitová in einem Marathonmatch mit 6:3, 3:6 und 7:6. Im Halbfinale unterlag sie in einer kuriosen Partie ihrer Landsfrau und späteren Siegern Sloane Stephens mit 1:6, 6:0 und 5:7. Es war das erste Mal seit 2010, dass Williams das Halbfinale in New York erreichte. Durch dieses Ergebnis verbesserte sie sich bis auf Platz 5 der Weltrangliste.
Nach den US Open nahm Williams an nur noch zwei Turnieren teil: In Hongkong scheiterte sie bereits in der zweiten Runde an der Japanerin Naomi Ōsaka. Ihre ohnehin erfolgreiche Saison krönte die US-Amerikanerin bei den WTA Championships 2017: Nach Siegen u. a. über die French-Open-Siegerin Jeļena Ostapenko sowie die v. a. in der zweiten Saisonhälfte stark aufspielende Französin Caroline Garcia erreichte sie das Endspiel der inoffiziellen WTA-Weltmeisterschaft. Dort scheiterte sie allerdings mit 4:6 und 4:6 an der Dänin Caroline Wozniacki. In der Vorrunde des Turniers gelang ihr die erfolgreiche Revanche gegen Garbiñe Muguruza für die Finalniederlage im Wimbledon. Venus Williams beendete die Saison auf Position 5 der Weltrangliste. Es war das erste Mal seit 2010, dass sie eine Saison mit einem derart hohen Ranking abschließen konnte. Williams nahm 2017 an keinem Wettbewerb im Doppel teil.

### 2018
Die neue Saison begann für Williams ernüchternd: Sowohl in Sydney als auch bei den Australian Open verlor sie ihr Auftaktmatch. Erst im Februar konnte sie im Rahmen des Fed Cups gegen die Niederlande ihre ersten Erfolge erzielen: Sie gewann ihre beiden Einzelpartien gegen Arantxa Rus und Richèl Hogenkamp. An der Seite ihrer Schwester Serena allerdings, die nach einjähriger Babypause in diesen Wochen ihr Comeback feierte, unterlag sie im Doppel glatt in zwei Sätzen.
In Indian Wells schlug sie ihre Schwester in der dritten Runde mit 6:3 und 6:4. Erst im Halbfinale wurde sie von der Russin Darja Kassatkina in knappen drei Sätzen niedergerungen. Auch in Miami spielte sie erfolgreich; u. a. eliminierte sie im Achtelfinale die Titelverteidigerin Johanna Konta, an der sie noch im Vorjahr im Halbfinale gescheitert war. Im Viertelfinale unterlag sie überraschend deutlich ihrer Landsfrau Danielle Collins, die überhaupt erst über die Qualifikation ins Hauptfeld gekommen war, mit 2:6 und 3:6.
Die Sandplatzsaison verlief für die Amerikanerin alles andere als positiv: In Madrid scheiterte sie bereits in ihrer Auftaktpartie an Anett Kontaveit. Der Estin unterlag sie eine Woche später erneut in ihrer Achtelfinalpartie in Rom. An der Seite ihrer Landsfrau Madison Keys zog Venus in der Doppelkonkurrenz zwar in die zweite Runde ein; gleichwohl konnte die Paarung ihre nächste Partie verletzungsbedingt nicht antreten. Williams' Auftakterfolg in der ewigen Stadt gegen die Russin Jelena Wesnina sollte 2018 ihr einziger Einzelsieg auf der roten Asche bleiben, denn auch bei den French Open verlor sie gleich ihr erstes Match, diesmal gegen die Chinesin Wang Qiang. Es war das erste Mal in ihrer Karriere, dass Williams bei zwei aufeinander folgenden Grand-Slam-Turnieren in der ersten Runde ausschied. In Paris nahm sie an der Seite ihrer Schwester an der Doppelkonkurrenz teil. Sie erreichten das Achtelfinale, wo sie der slowenisch-spanischen Paarung Andreja Klepač/ María José Martínez Sánchez unterlagen.
Jeweils nach anfänglichen Schwierigkeiten erreichte Williams die dritte Runde der Wimbledon Championships. Dort unterlag sie in drei hart umkämpften Sätzen der Niederländerin Kiki Bertens mit 2:6, 7:6 und 6:8. Durch diese Niederlage rutschte sie in der Weltrangliste auf Position 14 ab.
Auch die nordamerikanische Hartplatzsaison verlief für die Veteranin überwiegend ernüchternd: Bei einem kleineren Turnier in San José verlor sie im Viertelfinale überraschend gegen die Griechin Maria Sakkari. In Cincinnati scheiterte sie im Achtelfinale deutlich an der Weltranglistenersten Simona Halep. Und auch bei den US Open war bereits in der dritten Runde Schluss: Sie unterlag ihrer Schwester Serena klar mit 1:6, 2:6. Nach dem Match erklärte sie, dass sie Serena noch niemals derart stark in einem Match gegen sie erlebt habe. Venus nahm anschließend weder im Einzel noch im Doppel an einem Turnier teil, konnte sich also auch nicht – wie im Vorjahr – für die WTA Finals in Singapur qualifizieren. Die US-Amerikanerin rutschte durch diese Negativserie zum Ende der Saison bis auf Position 40 der Weltrangliste ab.

### 2019
Die mittlerweile 38-jährige US-Amerikanerin spielte im Jahr 2019 ihr erstes Turnier im neuseeländischen Auckland. Hier konnte sie in ihrem Auftaktmatch die ehemalige Nummer eins der Welt Wiktoryja Asaranka in drei Sätzen schlagen; im Viertelfinale unterlag sie allerdings der Kanadierin Bianca Andreescu. Bei den Australian Open scheiterte sie in der dritten Runde deutlich an der damaligen Weltranglisten-Ersten Simona Halep mit 2:6 und 3:6.
Beim WTA-Turnier in Indian Wells erreichte Williams das Viertelfinale, wo sie Angelique Kerber unterlag. Auf ihrem Weg dorthin besiegte sie u. a. die an drei gesetzte Tschechin Petra Kvitová. In Miami gelangte sie bis ins Achtelfinale, wo sie – wie schon in Melbourne – gegen Simona Halep ausschied. In Wimbledon verlor sie in der ersten Runde gegen die 15-Jährige Cori Gauff mit 6:4 und 6:4. Bei den US Open verlor sie in der zweiten Runde gegen Elina Switolina.

### 2020
Williams wollte ihre Saison 2020 in Brisbane beginnen, zog ihre Teilnahme jedoch ebenso vorher wieder zurück wie kurz darauf beim Turnier in Adelaide. Bei den Australian Open wurde Williams in der ersten Runde von Coco Gauff geschlagen. In Acapulco verlor Williams gegen die Qualifikantin Kaja Juvan. In New York City schied sie in der ersten Runde gegen Dajana Jastremska aus. Auch bei den US Open verlor Williams gegen Karolína Muchová in zwei Sätzen in der ersten Runde. In Rom spielte Williams in der ersten Runde gegen Wiktoryja Asaranka, der sie in zwei Sätzen unterlag. Bei den French Open 2020 verlor Williams ihr Auftaktspiel gegen Anna Karolína Schmiedlová. Williams fiel zum Ende der Saison auf Platz 78 der Weltrangliste.

### Comeback 2025
Bei den Citi DC Open 2025 gab sie nach 16 Monaten Pause und einer Gebärmutteroperation gegen ihre Landsfrau Peyton Stearns ihr Comeback und gewann mit 6:3, 6:4 im Alter von 45 Jahren. Nur Martina Navratilova, die 2004 im Alter von 47 Jahren ein Match gewann, war auf der WTA-Tour älter als Williams.

## Persönliches
- Eine ältere Halbschwester von Venus, Yetunde Price (* 1972), wurde am Morgen des 14. September 2003 an ihrem früheren Wohnort Compton in ihrem Fahrzeug erschossen.
- Im Juli und August 2005 zeigte der US-amerikanische Fernsehsender ABC Family eine sechsteilige Realityshow mit dem Titel Venus and Serena: For Real, die sich um das Leben der beiden Schwestern dreht.
- Seit 2009 ist sie zusammen mit ihrer Schwester Serena sowie Gloria Estefan, Emilio Estefan, Fergie, Jennifer Lopez und Marc Anthony Mitbesitzerin des US-amerikanischen Footballclubs Miami Dolphins.
- 2017 war sie in einen Autounfall mit Todesfolge verwickelt.[19]
- Williams ernährt sich seit 2011 vegan.[20]

## Zitat
“It was more than a dream come true because I had never dreamed it.”

„Es war mehr als ein wahr gewordener Traum, denn ich hatte nicht einmal davon geträumt.“

## Turniersiege

### Einzel
| Nr. | Datum              | Turnier       | Kategorie              | Belag             | Finalgegnerin       | Ergebnis         |
| --- | ------------------ | ------------- | ---------------------- | ----------------- | ------------------- | ---------------- |
| 1.  | 1. März 1998       | Oklahoma City | WTA Tier III           | Hartplatz (Halle) | Joannette Kruger    | 6:3, 6:2         |
| 2.  | 28. März 1998      | Miami         | WTA Tier I             | Hartplatz         | Anna Kurnikowa      | 2:6, 6:4, 6:1    |
| 3.  | 4. Oktober 1998    | München       | Grand Slam Cup         | Hartplatz (Halle) | Patty Schnyder      | 6:2, 3:6, 6:2    |
| 4.  | 28. Februar 1999   | Oklahoma City | WTA Tier III           | Hartplatz (Halle) | Amanda Coetzer      | 6:4, 6:0         |
| 5.  | 28. März 1999      | Miami         | WTA Tier I             | Hartplatz         | Serena Williams     | 6:1, 4:6, 6:4    |
| 6.  | 2. Mai 1999        | Hamburg       | WTA Tier II            | Sand              | Mary Pierce         | 6:0, 6:3         |
| 7.  | 9. Mai 1999        | Rom           | WTA Tier I             | Sand              | Mary Pierce         | 6:4, 6:2         |
| 8.  | 28. August 1999    | New Haven     | WTA Tier II            | Hartplatz         | Lindsay Davenport   | 6:2, 7:5         |
| 9.  | 17. Oktober 1999   | Zürich        | WTA Tier I             | Teppich (Halle)   | Martina Hingis      | 6:3, 6:4         |
| 10. | 8. Juli 2000       | Wimbledon     | Grand Slam             | Rasen             | Lindsay Davenport   | 6:3, 7:6         |
| 11. | 30. Juli 2000      | Stanford      | WTA Tier II            | Hartplatz         | Lindsay Davenport   | 6:1, 6:4         |
| 12. | 6. August 2000     | San Diego     | WTA Tier II            | Hartplatz         | Monica Seles        | 6:0, 6:73, 6:3   |
| 13. | 26. August 2000    | New Haven     | WTA Tier II            | Hartplatz         | Monica Seles        | 6:2, 6:4         |
| 14. | 9. September 2000  | US Open       | Grand Slam             | Hartplatz         | Lindsay Davenport   | 6:4, 7:5         |
| 15. | 27. September 2000 | Sydney        | Olympische Spiele      | Hartplatz         | Jelena Dementjewa   | 6:2, 6:4         |
| 16. | 1. April 2001      | Miami         | WTA Tier I             | Hartplatz         | Jennifer Capriati   | 4:6, 6:1, 7:64   |
| 17. | 6. Mai 2001        | Hamburg       | WTA Tier II            | Sand              | Meghann Shaughnessy | 6:3, 6:0         |
| 18. | 7. Juli 2001       | Wimbledon     | Grand Slam             | Rasen             | Justine Henin       | 6:1, 3:6, 6:0    |
| 19. | 5. August 2001     | San Diego     | WTA Tier II            | Hartplatz         | Monica Seles        | 6:2, 6:3         |
| 20. | 25. August 2001    | New Haven     | WTA Tier II            | Hartplatz         | Lindsay Davenport   | 7:66, 6:4        |
| 21. | 8. September 2001  | US Open       | Grand Slam             | Hartplatz         | Serena Williams     | 6:2, 6:4         |
| 22. | 5. Januar 2002     | Gold Coast    | WTA Tier III           | Hartplatz         | Justine Henin       | 7:5, 6:2         |
| 23. | 10. Februar 2002   | Paris         | WTA Tier II            | Teppich (Halle)   | Jelena Dokić        | kampflos         |
| 24. | 17. Februar 2002   | Antwerpen     | WTA Tier II            | SandHartplatz     | Justine Henin       | 6:3, 5:7, 6:3    |
| 25. | 14. April 2002     | Amelia Island | WTA Tier II            | Hartplatz         | Justine Henin       | 2:6, 7:5, 7:65   |
| 26. | 28. Juli 2002      | Stanford      | WTA Tier II            | Hartplatz         | Kim Clijsters       | 6:3, 6:3         |
| 27. | 4. August 2002     | San Diego     | WTA Tier II            | Hartplatz         | Jelena Dokić        | 6:2, 6:2         |
| 28. | 24. August 2002    | New Haven     | WTA Tier II            | Hartplatz         | Lindsay Davenport   | 7:5, 6:0         |
| 29. | 16. Februar 2003   | Antwerpen     | WTA Tier II            | Teppich (Halle)   | Kim Clijsters       | 6:2, 6:4         |
| 30. | 18. April 2004     | Charleston    | WTA Tier I             | Sand              | Conchita Martínez   | 2:6, 6:2, 6:1    |
| 31. | 2. Mai 2004        | Warschau      | WTA Tier II            | Sand              | Swetlana Kusnezowa  | 6:1, 6:4         |
| 32. | 21. Mai 2005       | Istanbul      | WTA Tier III           | Sand              | Nicole Vaidišová    | 6:3, 6:2         |
| 33. | 2. Juli 2005       | Wimbledon     | Grand Slam             | Rasen             | Lindsay Davenport   | 4:6, 7:64, 9:7   |
| 34. | 25. Februar 2007   | Memphis       | WTA Tier III           | Hartplatz         | Shahar Peer         | 6:1, 6:1         |
| 35. | 7. Juli 2007       | Wimbledon     | Grand Slam             | Rasen             | Marion Bartoli      | 6:4, 6:1         |
| 36. | 30. September 2007 | Seoul         | WTA Tier IV            | Hartplatz         | Marija Kirilenko    | 6:3, 1:6, 6:4    |
| 37. | 5. Juli 2008       | Wimbledon     | Grand Slam             | Rasen             | Serena Williams     | 7:5, 6:4         |
| 38. | 19. Oktober 2008   | Zürich        | WTA Tier II            | Hartplatz (Halle) | Flavia Pennetta     | 7:61, 6:2        |
| 39. | 9. November 2008   | Doha          | WTA Tour Championships | Hartplatz         | Wera Swonarjowa     | 6:75, 6:0, 6:2   |
| 40. | 21. Februar 2009   | Dubai         | WTA Premier 5          | Hartplatz         | Virginie Razzano    | 6:4, 6:2         |
| 41. | 28. Februar 2009   | Acapulco      | WTA International      | Sand              | Flavia Pennetta     | 6:1, 6:2         |
| 42. | 20. Februar 2010   | Dubai         | WTA Premier 5          | Hartplatz         | Wiktoryja Asaranka  | 6:3, 7:5         |
| 43. | 27. Februar 2010   | Acapulco      | WTA International      | Sand              | Polona Hercog       | 2:6, 6:2, 6:3    |
| 44. | 21. Oktober 2012   | Luxemburg     | WTA International      | Hartplatz (Halle) | Monica Niculescu    | 6:2, 6:3         |
| 45. | 22. Februar 2014   | Dubai         | WTA Premier            | Hartplatz         | Alizé Cornet        | 6:3, 6:0         |
| 46. | 10. Januar 2015    | Auckland      | WTA International      | Hartplatz         | Caroline Wozniacki  | 2:6, 6:3, 6:3    |
| 47. | 3. Oktober 2015    | Wuhan         | WTA Premier 5          | Hartplatz         | Garbiñe Muguruza    | 6:3, 3:0 Aufgabe |
| 48. | 8. November 2015   | Zhuhai        | WTA Elite Trophy       | Hartplatz         | Karolína Plíšková   | 7:5, 7:66        |
| 49. | 14. Februar 2016   | Kaohsiung     | WTA International      | Hartplatz         | Misaki Doi          | 6:4, 6:2         |

### Doppel
| Nr. | Datum          | Turnier         | Kategorie             | Belag           | Partnerin       | Finalgegnerinnen                               | Ergebnis       |
| --- | -------------- | --------------- | --------------------- | --------------- | --------------- | ---------------------------------------------- | -------------- |
| 1.  | März 1998      | Oklahoma City   | WTA Tier III          | Hartplatz       | Serena Williams | Cătălina Cristea Kristine Kunce                | 7:5, 6:2       |
| 2.  | Oktober 1998   | Zürich          | WTA Tier I            | Hartplatz       | Serena Williams | Mariaan de Swardt Olena Tatarkowa              | 5:7, 6:1, 6:3  |
| 3.  | Februar 1999   | Hannover        | WTA Tier II           | Teppich (Halle) | Serena Williams | Alexandra Fusai Nathalie Tauziat               | 5:7, 6:2, 6:2  |
| 4.  | Juni 1999      | French Open     | Grand Slam            | Sand            | Serena Williams | Martina Hingis Anna Kurnikowa                  | 6:3, 6:72, 8:6 |
| 5.  | September 1999 | US Open         | Grand Slam            | Hartplatz       | Serena Williams | Chanda Rubin Sandrine Testud                   | 4:6, 6:1, 6:4  |
| 6.  | Juli 2000      | Wimbledon       | Grand Slam            | Rasen           | Serena Williams | Julie Halard-Decugis Ai Sugiyama               | 6:3, 6:2       |
| 7.  | Oktober 2000   | Sydney          | Olympische Spiele     | Hartplatz       | Serena Williams | Kristie Boogert Miriam Oremans                 | 6:1, 6:1       |
| 8.  | Januar 2001    | Australian Open | Grand Slam            | Hartplatz       | Serena Williams | Lindsay Davenport Corina Morariu               | 6:2, 4:6, 6:4  |
| 9.  | Juli 2002      | Wimbledon       | Grand Slam            | Rasen           | Serena Williams | Virginia Ruano Pascual Paola Suárez            | 6:2, 7:5       |
| 10. | Januar 2003    | Australian Open | Grand Slam            | Hartplatz       | Serena Williams | Virginia Ruano Pascual Paola Suárez            | 4:6, 6:4, 6:3  |
| 11. | Juli 2008      | Wimbledon       | Grand Slam            | Rasen           | Serena Williams | Lisa Raymond Samantha Stosur                   | 6:2, 6:2       |
| 12. | August 2008    | Peking          | Olympische Spiele     | Hartplatz       | Serena Williams | Anabel Medina Garrigues Virginia Ruano Pascual | 6:2, 6:0       |
| 13. | Februar 2009   | Australian Open | Grand Slam            | Hartplatz       | Serena Williams | Daniela Hantuchová Ai Sugiyama                 | 6:3, 6:3       |
| 14. | Juli 2009      | Wimbledon       | Grand Slam            | Rasen           | Serena Williams | Samantha Stosur Rennae Stubbs                  | 7:64, 6:4      |
| 15. | August 2009    | Stanford        | WTA Premier           | Hartplatz       | Serena Williams | Chan Yung-jan Monica Niculescu                 | 6:4, 6:1       |
| 16. | September 2009 | US Open         | Grand Slam            | Hartplatz       | Serena Williams | Cara Black Liezel Huber                        | 6:2, 6:2       |
| 17. | Januar 2010    | Australian Open | Grand Slam            | Hartplatz       | Serena Williams | Cara Black Liezel Huber                        | 6:4, 6:3       |
| 18. | Mai 2010       | Madrid          | WTA Premier Mandatory | Sand            | Serena Williams | Gisela Dulko Flavia Pennetta                   | 6:2, 7:5       |
| 19. | Juni 2010      | French Open     | Grand Slam            | Sand            | Serena Williams | Květa Peschke Katarina Srebotnik               | 6:2, 6:3       |
| 20. | Juli 2012      | Wimbledon       | Grand Slam            | Rasen           | Serena Williams | Andrea Hlaváčková Lucie Hradecká               | 7:5, 6:4       |
| 21. | August 2012    | London          | Olympische Spiele     | Rasen           | Serena Williams | Andrea Hlaváčková Lucie Hradecká               | 6:4, 6:4       |
| 22. | Juli 2016      | Wimbledon       | Grand Slam            | Rasen           | Serena Williams | Tímea Babos Jaroslawa Schwedowa                | 6:3, 6:4       |

## Karrierestatistik und Turnierbilanz

### Einzel
Die letzte Aktualisierung erfolgte nach dem WTA-Turnier in Miami 2024.
| Turnier                      | 1994              | 1995              | 1996              | 1997              | 1998              | 1999              | 2000              | 2001              | 2002              | 2003              | 2004              | 2005              | 2006              | 2007              | 2008              | 2009              | 2010              | 2011              | 2012              | 2013              | 2014              | 2015              | 2016              | 2017              | 2018              | 2019              | 2020              | 2021              | 2022              | 2023              | 2024              | T / T       | S/N         | Sieg%       |
| ---------------------------- | ----------------- | ----------------- | ----------------- | ----------------- | ----------------- | ----------------- | ----------------- | ----------------- | ----------------- | ----------------- | ----------------- | ----------------- | ----------------- | ----------------- | ----------------- | ----------------- | ----------------- | ----------------- | ----------------- | ----------------- | ----------------- | ----------------- | ----------------- | ----------------- | ----------------- | ----------------- | ----------------- | ----------------- | ----------------- | ----------------- | ----------------- | ----------- | ----------- | ----------- |
| Australian Open              | –                 | –                 | –                 | –                 | VF                | VF                | –                 | HF                | VF                | F                 | 3                 | AF                | 1                 | –                 | VF                | 2                 | VF                | 3                 | –                 | 3                 | 1                 | VF                | 1                 | F                 | 1                 | 3                 | 1                 | 2                 | –                 | –                 | –                 | 0 / 21      | 0:0         | –           |
| French Open                  | –                 | –                 | –                 | 2                 | VF                | AF                | VF                | 1                 | F                 | AF                | VF                | 3                 | VF                | 3                 | 3                 | 3                 | AF                | –                 | 2                 | 1                 | 2                 | 1                 | AF                | AF                | 1                 | 1                 | 1                 | 1                 | –                 | –                 | –                 | 0 / 24      | 0:0         | –           |
| Wimbledon                    | –                 | –                 | –                 | 1                 | VF                | VF                | S                 | S                 | F                 | F                 | 2                 | S                 | 3                 | S                 | S                 | F                 | VF                | AF                | 1                 | –                 | 3                 | AF                | HF                | F                 | 3                 | 1                 | n. a.             | 2                 | –                 | 1                 | –                 | 5 / 24      | 0:0         | –           |
| US Open                      | –                 | –                 | –                 | F                 | HF                | HF                | S                 | S                 | F                 | –                 | AF                | VF                | –                 | HF                | VF                | AF                | HF                | 2                 | 2                 | 2                 | 3                 | VF                | AF                | HF                | 3                 | 2                 | 1                 | –                 | 1                 | 1                 | –                 | 2 / 24      | 0:0         | –           |
| WTA Finals                   | –                 | –                 | –                 | –                 | –                 | HF                | –                 | –                 | HF                | –                 | –                 | –                 | –                 | –                 | S                 | F                 | –                 | –                 | –                 | –                 | –                 | –                 | –                 | F                 | –                 | –                 | n. a.             | –                 | –                 | –                 | –                 | 1 / 5       | 0:0         | –           |
| München                      | nicht ausgetragen | nicht ausgetragen | nicht ausgetragen | nicht ausgetragen | S                 | F                 | nicht ausgetragen | nicht ausgetragen | nicht ausgetragen | nicht ausgetragen | nicht ausgetragen | nicht ausgetragen | nicht ausgetragen | nicht ausgetragen | nicht ausgetragen | nicht ausgetragen | nicht ausgetragen | nicht ausgetragen | nicht ausgetragen | nicht ausgetragen | nicht ausgetragen | nicht ausgetragen | nicht ausgetragen | nicht ausgetragen | nicht ausgetragen | nicht ausgetragen | nicht ausgetragen | nicht ausgetragen | nicht ausgetragen | nicht ausgetragen | nicht ausgetragen | 1 / 2       | 0:0         | –           |
| Doha                         | n. a. bzw. a. K.  | n. a. bzw. a. K.  | n. a. bzw. a. K.  | n. a. bzw. a. K.  | n. a. bzw. a. K.  | n. a. bzw. a. K.  | n. a. bzw. a. K.  | n. a. bzw. a. K.  | n. a. bzw. a. K.  | n. a. bzw. a. K.  | n. a. bzw. a. K.  | n. a. bzw. a. K.  | n. a. bzw. a. K.  | n. a. bzw. a. K.  | AF                | n. a. bzw. a. K.  | n. a. bzw. a. K.  | n. a. bzw. a. K.  | –                 | –                 | 2                 | a. K.             | –                 | a. K.             | –                 | a. K.             | –                 | a. K.             | –                 | a. K.             | –                 | 0 / 2       | 0:0         | –           |
| Dubai                        | n. a. bzw. a. K.  | n. a. bzw. a. K.  | n. a. bzw. a. K.  | n. a. bzw. a. K.  | n. a. bzw. a. K.  | n. a. bzw. a. K.  | n. a. bzw. a. K.  | n. a. bzw. a. K.  | n. a. bzw. a. K.  | n. a. bzw. a. K.  | n. a. bzw. a. K.  | n. a. bzw. a. K.  | n. a. bzw. a. K.  | n. a. bzw. a. K.  | n. a. bzw. a. K.  | S                 | S                 | –                 | andere Kategorie  | andere Kategorie  | andere Kategorie  | AF                | a. K.             | –                 | a. K.             | –                 | a. K.             | –                 | a. K.             | –                 | –                 | 2 / 3       | 0:0         | –           |
| Indian Wells                 | andere Kategorie  | andere Kategorie  | andere Kategorie  | VF                | HF                | –                 | –                 | HF                | –                 | –                 | –                 | –                 | –                 | –                 | –                 | –                 | –                 | –                 | –                 | –                 | –                 | –                 | 2                 | VF                | HF                | VF                | n. a.             | –                 | –                 | –                 | 1                 | 0 / 8       | 0:1         | 0 %         |
| Miami                        | –                 | –                 | –                 | 3                 | S                 | S                 | –                 | S                 | HF                | AF                | VF                | HF                | –                 | 3                 | VF                | HF                | F                 | –                 | VF                | 3                 | AF                | VF                | 2                 | HF                | VF                | AF                | n. a.             | 1                 | –                 | –                 | 1                 | 3 / 22      | 0:1         | 0 %         |
| Charleston                   | nicht ausgetragen | nicht ausgetragen | nicht ausgetragen | nicht ausgetragen | nicht ausgetragen | nicht ausgetragen | nicht ausgetragen | –                 | –                 | –                 | S                 | AF                | –                 | HF                | –                 | andere Kategorie  | andere Kategorie  | andere Kategorie  | andere Kategorie  | andere Kategorie  | andere Kategorie  | andere Kategorie  | andere Kategorie  | andere Kategorie  | andere Kategorie  | andere Kategorie  | andere Kategorie  | andere Kategorie  | andere Kategorie  | andere Kategorie  | andere Kategorie  | 1 / 3       | 0:0         | –           |
| Berlin                       | –                 | –                 | –                 | –                 | –                 | –                 | –                 | AF                | –                 | –                 | F                 | –                 | –                 | –                 | –                 | n. a. bzw. a. K.  | n. a. bzw. a. K.  | n. a. bzw. a. K.  | n. a. bzw. a. K.  | n. a. bzw. a. K.  | n. a. bzw. a. K.  | n. a. bzw. a. K.  | n. a. bzw. a. K.  | n. a. bzw. a. K.  | n. a. bzw. a. K.  | n. a. bzw. a. K.  | n. a. bzw. a. K.  | n. a. bzw. a. K.  | n. a. bzw. a. K.  | n. a. bzw. a. K.  | n. a. bzw. a. K.  | 0 / 2       | 0:0         | –           |
| Madrid                       | n. a. bzw. a. K.  | n. a. bzw. a. K.  | n. a. bzw. a. K.  | n. a. bzw. a. K.  | n. a. bzw. a. K.  | n. a. bzw. a. K.  | n. a. bzw. a. K.  | n. a. bzw. a. K.  | n. a. bzw. a. K.  | n. a. bzw. a. K.  | n. a. bzw. a. K.  | n. a. bzw. a. K.  | n. a. bzw. a. K.  | n. a. bzw. a. K.  | n. a. bzw. a. K.  | 2                 | F                 | –                 | 2                 | –                 | –                 | 1                 | –                 | –                 | 1                 | –                 | n. a.             | 1                 | –                 | –                 | –                 | 0 / 6       | 0:0         | –           |
| Rom                          | –                 | –                 | –                 | –                 | F                 | S                 | AF                | –                 | –                 | –                 | –                 | –                 | HF                | –                 | VF                | HF                | VF                | –                 | VF                | 1                 | 2                 | AF                | 2                 | VF                | AF                | AF                | 1                 | –                 | –                 | –                 | –                 | 1 / 16      | 0:0         | –           |
| San Diego                    | andere Kategorie  | andere Kategorie  | andere Kategorie  | andere Kategorie  | andere Kategorie  | andere Kategorie  | andere Kategorie  | andere Kategorie  | andere Kategorie  | andere Kategorie  | –                 | –                 | –                 | VF                | n. a. bzw. a. K.  | n. a. bzw. a. K.  | n. a. bzw. a. K.  | n. a. bzw. a. K.  | n. a. bzw. a. K.  | n. a. bzw. a. K.  | n. a. bzw. a. K.  | n. a. bzw. a. K.  | n. a. bzw. a. K.  | n. a. bzw. a. K.  | n. a. bzw. a. K.  | n. a. bzw. a. K.  | n. a. bzw. a. K.  | n. a. bzw. a. K.  | n. a. bzw. a. K.  | n. a. bzw. a. K.  | n. a. bzw. a. K.  | 0 / 1       | 0:0         | –           |
| Kanada                       | –                 | 1                 | –                 | 1                 | –                 | –                 | –                 | –                 | –                 | –                 | –                 | –                 | –                 | –                 | –                 | 2                 | –                 | –                 | –                 | 1                 | F                 | 1                 | AF                | AF                | AF                | 1                 | n. a.             | –                 | 1                 | 1                 | –                 | 0 / 12      | 0:0         | –           |
| Cincinnati                   | n. a. bzw. a. K.  | n. a. bzw. a. K.  | n. a. bzw. a. K.  | n. a. bzw. a. K.  | n. a. bzw. a. K.  | n. a. bzw. a. K.  | n. a. bzw. a. K.  | n. a. bzw. a. K.  | n. a. bzw. a. K.  | n. a. bzw. a. K.  | n. a. bzw. a. K.  | n. a. bzw. a. K.  | n. a. bzw. a. K.  | n. a. bzw. a. K.  | n. a. bzw. a. K.  | AF                | –                 | –                 | HF                | 2                 | 1                 | 2                 | –                 | 2                 | –                 | VF                | 1                 | –                 | 1                 | 2                 | –                 | 0 / 10      | 0:0         | –           |
| Tokio                        | –                 | –                 | –                 | –                 | –                 | –                 | –                 | –                 | –                 | –                 | VF                | –                 | –                 | –                 | –                 | 2                 | –                 | –                 | –                 | HF                | n. a. bzw. a. K.  | n. a. bzw. a. K.  | n. a. bzw. a. K.  | n. a. bzw. a. K.  | n. a. bzw. a. K.  | n. a. bzw. a. K.  | n. a. bzw. a. K.  | n. a. bzw. a. K.  | n. a. bzw. a. K.  | n. a. bzw. a. K.  | n. a. bzw. a. K.  | 0 / 3       | 0:0         | –           |
| Moskau                       | andere Kategorie  | andere Kategorie  | andere Kategorie  | VF                | HF                | –                 | –                 | –                 | AF                | –                 | VF                | –                 | –                 | –                 | 1                 | n. a. bzw. a. K.  | n. a. bzw. a. K.  | n. a. bzw. a. K.  | n. a. bzw. a. K.  | n. a. bzw. a. K.  | n. a. bzw. a. K.  | n. a. bzw. a. K.  | n. a. bzw. a. K.  | n. a. bzw. a. K.  | n. a. bzw. a. K.  | n. a. bzw. a. K.  | n. a. bzw. a. K.  | n. a. bzw. a. K.  | n. a. bzw. a. K.  | n. a. bzw. a. K.  | n. a. bzw. a. K.  | 0 / 5       | 0:0         | –           |
| Peking                       | nicht ausgetragen | nicht ausgetragen | nicht ausgetragen | nicht ausgetragen | nicht ausgetragen | nicht ausgetragen | nicht ausgetragen | nicht ausgetragen | nicht ausgetragen | nicht ausgetragen | nicht ausgetragen | nicht ausgetragen | nicht ausgetragen | nicht ausgetragen | nicht ausgetragen | 2                 | –                 | –                 | –                 | 2                 | AF                | 2                 | 1                 | –                 | –                 | 2                 | nicht ausgetragen | nicht ausgetragen | nicht ausgetragen | –                 | –                 | 0 / 6       | 0:0         | –           |
| Wuhan                        | nicht ausgetragen | nicht ausgetragen | nicht ausgetragen | nicht ausgetragen | nicht ausgetragen | nicht ausgetragen | nicht ausgetragen | nicht ausgetragen | nicht ausgetragen | nicht ausgetragen | nicht ausgetragen | nicht ausgetragen | nicht ausgetragen | nicht ausgetragen | nicht ausgetragen | nicht ausgetragen | nicht ausgetragen | nicht ausgetragen | nicht ausgetragen | nicht ausgetragen | 1                 | S                 | AF                | –                 | –                 | 1                 | nicht ausgetragen | nicht ausgetragen | nicht ausgetragen | nicht ausgetragen | –                 | 1 / 4       | 0:0         | –           |
| Zürich                       | –                 | –                 | –                 | VF                | F                 | S                 | –                 | –                 | –                 | –                 | VF                | –                 | –                 | –                 | n. a. bzw. a. K.  | n. a. bzw. a. K.  | n. a. bzw. a. K.  | n. a. bzw. a. K.  | n. a. bzw. a. K.  | n. a. bzw. a. K.  | n. a. bzw. a. K.  | n. a. bzw. a. K.  | n. a. bzw. a. K.  | n. a. bzw. a. K.  | n. a. bzw. a. K.  | n. a. bzw. a. K.  | n. a. bzw. a. K.  | n. a. bzw. a. K.  | n. a. bzw. a. K.  | n. a. bzw. a. K.  | n. a. bzw. a. K.  | 1 / 4       | 0:0         | –           |
| Olympische Spiele            | n. a.             | n. a.             | –                 | nicht ausgetragen | nicht ausgetragen | nicht ausgetragen | S                 | nicht ausgetragen | nicht ausgetragen | nicht ausgetragen | AF                | nicht ausgetragen | nicht ausgetragen | nicht ausgetragen | VF                | nicht ausgetragen | nicht ausgetragen | nicht ausgetragen | AF                | nicht ausgetragen | nicht ausgetragen | nicht ausgetragen | 1                 | nicht ausgetragen | nicht ausgetragen | nicht ausgetragen | nicht ausgetragen | –                 | n. a.             | n. a.             | –                 | 1 / 5       | 0:0         | –           |
| Billie Jean King Cup         | –                 | –                 | –                 | –                 | –                 | S                 | –                 | –                 | –                 | F                 | VF                | HF                | –                 | HF                | –                 | –                 | –                 | –                 | –                 | PO                | –                 | PO                | PO                | –                 | F                 | –                 | –                 | –                 | –                 | –                 | –                 | 1 / 9       | 0:0         | –           |
| Statistik                    | Statistik         | Statistik         | Statistik         | Statistik         | Statistik         | Statistik         | Statistik         | Statistik         | Statistik         | Statistik         | Statistik         | Statistik         | Statistik         | Statistik         | Statistik         | Statistik         | Statistik         | Statistik         | Statistik         | Statistik         | Statistik         | Statistik         | Statistik         | Statistik         | Statistik         | Statistik         | Statistik         | Statistik         | Statistik         | Statistik         | Statistik         | S/N         | S/N         | Sieg%       |
| Turnierteilnahmen            | 1                 | 3                 | 5                 | 14                | 16                | 19                | 10                | 12                | 16                | 7                 | 17                | 13                | 6                 | 14                | 14                | 16                | 9                 | 4                 | 10                | 12                | 16                | 18                | 17                | 14                | 12                | 15                | 8                 | 9                 | 4                 | 7                 | 2                 | Gesamt: 340 | Gesamt: 340 | Gesamt: 340 |
| Erreichte Finals             | 0                 | 0                 | 0                 | 1                 | 7                 | 10                | 7                 | 6                 | 11                | 4                 | 4                 | 4                 | 0                 | 4                 | 3                 | 5                 | 4                 | 0                 | 1                 | 0                 | 4                 | 3                 | 2                 | 2                 | 0                 | 0                 | 0                 | 0                 | 0                 | 0                 | 0                 | Gesamt: 82  | Gesamt: 82  | Gesamt: 82  |
| Gewonnene Titel              | 0                 | 0                 | 0                 | 0                 | 3                 | 6                 | 6                 | 6                 | 7                 | 1                 | 2                 | 2                 | 0                 | 3                 | 3                 | 2                 | 2                 | 0                 | 1                 | 0                 | 1                 | 3                 | 1                 | 0                 | 0                 | 0                 | 0                 | 0                 | 0                 | 0                 | 0                 | Gesamt: 49  | Gesamt: 49  | Gesamt: 49  |
| Hartplatz-Siege/-Niederlagen | 0:0               | 0:2               | 7:3               | 18:7              | 35:7              | 36:7              | 25:0              | 32:2              | 35:5              | 10:2              | 21:9              | 17:5              | 1:2               | 26:5              | 29:9              | 21:11             | 19:3              | 3:1               | 14:3              | 13:7              | 22:9              | 34:9              | 16:11             | 26:10             | 14:7              | 16:11             | 1:6               | 2:4               | 0:4               | 2:4               | 0:2               | 495:167     | 495:167     | 75 %        |
| Sand-Siege/-Niederlagen      | 0:0               | 0:0               | 0:1               | 4:2               | 9:2               | 14:2              | 6:3               | 5:2               | 14:2              | 6:2               | 19:1              | 10:4              | 10:3              | 12:5              | 4:2               | 11:4              | 15:3              | 0:0               | 8:4               | 3:3               | 4:3               | 4:3               | 5:3               | 6:3               | 1:3               | 1:2               | 0:2               | 0:4               | 0:0               | 0:0               | 0:0               | 171:68      | 171:68      | 72 %        |
| Rasen-Siege/-Niederlagen     | 0:0               | 0:0               | 0:0               | 3:2               | 4:2               | 4:1               | 7:0               | 7:0               | 6:1               | 6:1               | 1:1               | 7:0               | 2:1               | 7:0               | 7:0               | 6:1               | 4:1               | 5:2               | 2:2               | 0:0               | 2:1               | 3:1               | 5:1               | 6:1               | 2:1               | 2:2               | 0:0               | 1:1               | 0:0               | 1:3               | 0:0               | 100:26      | 100:26      | 79 %        |
| Teppich-Siege/-Niederlagen   | 1:1               | 2:1               | 0:1               | 6:3               | 5:2               | 7:3               | 3:1               | 2:1               | 7:1               | 4:0               | 3:1               | 3:1               | 0:0               | 5:0               | 0:0               | 0:0               | 0:0               | 0:0               | 0:0               | 0:0               | 4:1               | 0:0               | 0:0               | 0:0               | 0:0               | 0:0               | 0:0               | 0:0               | 0:0               | 0:0               | 0:0               | 52:17       | 52:17       | 75 %        |
| Gesamt-Siege/-Niederlagen    | 1:1               | 2:3               | 7:5               | 31:14             | 53:13             | 61:13             | 41:4              | 46:5              | 62:9              | 26:5              | 44:12             | 37:10             | 13:6              | 50:10             | 40:11             | 38:16             | 38:7              | 8:3               | 24:9              | 16:10             | 32:14             | 41:13             | 26:15             | 38:14             | 17:11             | 19:15             | 1:8               | 3:9               | 0:4               | 3:7               | 0:2               | 818:278     | 818:278     | 75 %        |
| Sieg%                        | 50 %              | 40 %              | 58 %              | 69 %              | 80 %              | 82 %              | 91 %              | 90 %              | 87 %              | 84 %              | 79 %              | 79 %              | 68 %              | 83 %              | 78 %              | 70 %              | 84 %              | 73 %              | 73 %              | 62 %              | 70 %              | 76 %              | 63 %              | 73 %              | 61 %              | 56 %              | 11 %              | 25 %              | 0 %               | 30 %              | 0 %               | Gesamt:     | Gesamt:     | 75 %        |
| Jahresendposition            | –                 | 204               | 216               | 22                | 5                 | 3                 | 3                 | 3                 | 2                 | 11                | 9                 | 10                | 48                | 8                 | 6                 | 6                 | 5                 | 103               | 24                | 49                | 19                | 7                 | 17                | 5                 | 40                | 53                | 78                | 313               | 1010              | 407               | 970               | N/A         | N/A         | N/A         |

Zeichenerklärung: S = Turniersieg; F, HF, VF, AF = Einzug ins Finale / Halbfinale / Viertelfinale / Achtelfinale; 1, 2, 3 = Ausscheiden in der 1. / 2. / 3. Hauptrunde; RR = Round Robin (Gruppenphase); n. a. = nicht ausgetragen; a. K. = andere Kategorie; PO (Playoff) = Auf- und Abstiegsrunde im Fed Cup; K1, K2, K3 = Teilnahme in der Kontinentalgruppe I, II, III im Fed Cup.
Anmerkung: Diese Statistik berücksichtigt alle Ergebnisse im Einzel, so wie es auf der WTA-Seite steht. Dargestellt sind nur WTA-Turniere der Kategorie Tier I (bis 2008), die WTA-Turniere der Kategorien Premier Mandatory und Premier 5 (2009 bis 2020) bzw. die WTA-Turniere der Kategorien WTA 1000 (seit 2021).

### Doppel
| Turnier                | 1997 | 1998 | 1999 | 2000 | 2001 | 2002 | 2003 | 2004 | 2005 | 2006 | 2007 | 2008 | 2009 | 2010 | 2011 | 2012 | 2013 | 2014 | 2016 | 2018 | Bilanz | Karriere | Titel |
| ---------------------- | ---- | ---- | ---- | ---- | ---- | ---- | ---- | ---- | ---- | ---- | ---- | ---- | ---- | ---- | ---- | ---- | ---- | ---- | ---- | ---- | ------ | -------- | ----- |
| Australian Open        | —    | AF   | HF   | —    | S    | —    | S    | —    | —    | —    | —    | VF   | S    | S    | —    | —    | VF   | —    | —    | —    | 36:4   | S        | 4     |
| French Open            | —    | —    | S    | —    | —    | —    | —    | —    | —    | —    | —    | —    | AF   | S    | —    | —    | 1    | —    | AF   | AF   | 18:4   | S        | 2     |
| Wimbledon              | —    | 1    | —    | S    | AF   | S    | AF   | —    | —    | —    | 2    | S    | S    | VF   | —    | S    | —    | 2    | S    | —    | 45:6   | S        | 6     |
| US Open                | 1    | —    | S    | HF   | AF   | —    | —    | —    | —    | —    | —    | —    | S    | —    | —    | AF   | HF   | VF   | —    |      | 27:6   | S        | 2     |
| WTA Tour Championships | —    | —    | —    | —    | —    | —    | —    | —    | —    | —    | —    | —    | HF   | —    | —    | —    | —    | —    | —    | —    | 0:1    | HF       | 0     |

## Trivia
Im Frühjahr 1998 äußerten Serena und Venus Williams, dass sie jeden Mann außerhalb der Top 200 schlagen könnten. Der deutsche Tennisspieler Karsten Braasch, der zu diesem Zeitpunkt die Nummer 203 der Welt war, forderte die beiden heraus. Während der Australian Open 1998 spielten sie außerhalb des Wettkampfes und Braasch schlug die beiden Schwestern mit 6:1 bzw. 6:2. Während der Seitenwechsel griff Braasch zur Zigarette und nach den Spielen gab er an, dass er sich mit Golf und einigen Gläsern Radler auf das Duell vorbereitet hatte und dass die Runde Golf am Morgen vor den Spielen anstrengender war. Diese Spiele gelten als Beispiele der „Battle of the Sexes“.